# Philippe Falardeau
Philippe Falardeau (Hull, Quebec, Canadá, 1968) é um diretor e roteirista de cinema canadense.
Seu primeiro longa-metragem, La Moitié gauche du frigo (2000) recebeu o prêmio "Melhor Primeiro Filme Canadense" no Toronto International Film Festival e uma nomeação para "Melhor Roteiro" no Jutra Awards. Falardeau também recebeu o prêmio Claude Jutra no Genie Awards em 2001 por este filme.
Seu filme Congorama ganhou um Genie Award em 2007 por Melhor Roteiro Original. Em 2008, dirigiu C'est pas moi, je le jure!.
Em 2015, dirigiu o filme A Boa Mentira inspirada em uma história real sobre o Sudão.

## Filmografia
- 2014 - A Boa Mentira|The Good Lie